# NGC 4551
NGC 4551是一個橢圓星系，位於室女座，距離銀河系約7,000萬光年。
天文學家威廉·赫歇爾於1784年4月17日發現的NGC 4551。NGC 4551似乎位於透鏡狀星系NGC 4550附近，然而兩個星系都沒有相互作用的跡象，而且紅移也不同。這兩個星系都是室女座星系團的成員。

## 外部連結
- 维基共享资源上的相關多媒體資源：NGC 4551